# Liste der Kulturdenkmäler in Schoden
In der Liste der Kulturdenkmäler in Schoden sind alle Kulturdenkmäler der rheinland-pfälzischen Ortsgemeinde Schoden aufgeführt. Grundlage ist die Denkmalliste des Landes Rheinland-Pfalz (Stand: 8. Februar 2023).

## Einzeldenkmäler
| Bezeichnung                                           | Lage                                                                | Baujahr                   | Beschreibung                                                                                               | Bild                           |
| ----------------------------------------------------- | ------------------------------------------------------------------- | ------------------------- | --- | ------------------------------ |
| Quereinhaus                                           | Gartenstraße 93 Lage                                                | um 1850                   | Quereinhaus, um 1850                                                                                       | BW                             |
| Katholische Kirche St. Paulus und St. Maria Magdalena | Hauptstraße 74 Lage                                                 | 1842                      | klassizistischer Saalbau, 1842, romanischer Ostturm; Giebelfront mit Kriegerehrungen, 1923; Kenotaph, 1866 | weitere Bilder Fotos hochladen |
| Bildstock                                             | Weinbergstraße Lage                                                 | 1828                      | Kreuzbildstock, bezeichnet 1828                                                                            | BW                             |
| Wegekreuz                                             | nordöstlich des Ortes an der L 138 Lage                             | 1621                      | Schaftkreuz, bezeichnet 1621                                                                               | Fotos hochladen                |
| Wegekreuz                                             | südlich des Ortes an der L 138 Lage                                 | Ende des 19. Jahrhunderts | neugotisches Pfeilerkreuz, Ende des 19. Jahrhunderts                                                       | Fotos hochladen                |
| Bismarckturm                                          | südlich des Ortes über dem steil zur Saar abfallenden Weinberg Lage | 1901/02                   | Aussichtsturm, 1901/02                                                                                     | weitere Bilder Fotos hochladen |
| Kelter- und Weinbergshaus                             | südöstlich des Ortes in einem Quertal des Ockfener Bachs Lage       | um 1910                   | Kelter- und Weinbergshaus; bauliche Gesamtanlage aus Gebäudegruppe und Weinberg, um 1910                   | BW                             |